# Echinomyces
Echinomyces — рід грибів родини Diatrypaceae. Назва вперше опублікована 1987 року.

## Класифікація
До роду Echinomyces відносять 2 види:
- Echinomyces echidna
- Echinomyces obesa